# Herbertus angustissimus
Herbertus angustissimus là một loài rêu tản trong họ Herbertaceae. Loài này được (Herzog) H.A. Mill. miêu tả khoa học lần đầu tiên năm 1965.